# 有川定輝
有川 定輝（ありかわ さだてる、1930年1月14日 - 2003年10月11日）は、日本の武道家、合気道家、空手家である。合気道開祖・植芝盛平の高弟。

## 来歴
1930年1月14日、東京に生まれる。幼少期より武道に興味を持ち、船越義珍・義豪（義珍の息子）から松濤館流空手を学ぶ。1946年、合気会本部道場に入門。この時、甲賀流忍術第14世藤田西湖に紹介状を書いてもらう。
1959年、本部道場師範になる。1970年、合気道八段位に列せられる。1974年、合気道の普及に対する貢献を評価され、植芝吉祥丸道主より第一号特別感謝状を授与される。1993年、日本武道協議会より武道功労賞受賞。1994年、九段位に列せられる。
2003年10月11日、逝去（享年73）。法名「定雲武徳信士」。

## 人物・業績
- 空手や古武術に精通していたこともあり、当身を多用した実戦的な技で知られた[1]。
- 日本の武道・宗教についての研究に幅広く取り組み、12トンを超える資料を遺した。また植芝盛平の写真及び映画（8ミリフィルム）を多く所有していた。
- 合気会本部道場では水曜日夜の稽古を長年担当し、朝日合気会、一橋大学、津田塾大学、法政大学、東海大学、日本大学、千葉工業大学等でも指導にあたった[1]。長年の指導実績に加え、全日本合気道連盟高等評議会委員、同常任理事を歴任し、1959年から1974年まで合気会発行の『合気道新聞』の編集長を務め、合気道の普及に多大な貢献を成した。